# Hearts of Space Records
La Hearts of Space Records è un'etichetta discografica statunitense specializzata nella pubblicazione di musica new age.

## Storia
La Hearts of Space venne fondata nel 1984 da Stephen Hill, conduttore dell'omonimo programma radiofonico, e Anna Turner. L'etichetta dispone di molte succursali tra cui la Fathom, la RGB e la World Class. Nel 2001 l'etichetta venne venduta alla Valley Entertainment. La Hearts of Space ha scritturato artisti new age ed elettronici come Kevin Braheny, Constance Demby, Robert Rich, Raphael, i Lightwave, Mychael Danna, Michael Stearns, e Steve Roach.